# John P. Ryan
John Patrick Ryan (New York, 30 luglio 1936 – Los Angeles, 20 marzo 2007) è stato un attore statunitense.

## Biografia
Nasce a New York da genitori irlandesi, si diploma alla Rice High School.
Ryan muore a Los Angeles il 20 marzo 2007 all'età di 70 anni a causa di un ictus.

## Filmografia

### Cinema
- The Tiger Makes Out, regia di Arthur Hiller (1967)
- Jim l'irresistibile detective (A Lovely Way to Die), regia di David Lowell Rich (1968)
- Una meravigliosa realtà (What's So Bad About Feeling Good?), regia di George Seaton (1968)
- Cinque pezzi facili (Five Easy Pieces), regia di Bob Rafelson (1970)
- Agli estremi del mondo (Been Down So Long It Looks Like Up to Me), regia di Jeffrey Young (1971)
- Libero di crepare (The Legend of Nigger Charley), regia di Martin Goldman (1972)
- Il re dei giardini di Marvin (The King of Marvin Gardens), regia di Bob Rafelson (1972)
- La violenza è il mio forte! (Shamus), regia di Buzz Kulik (1973)
- Dillinger, regia di John Milius (1973)
- Se ci provi... io ci sto! (Cops and Robbers), regia di Aram Avakiam (1973)
- Baby Killer (It's Alive), regia di Larry Cohen (1974)
- Missouri (The Missouri Breaks), regia di Arthur Penn (1976)
- Futureworld - 2000 anni nel futuro (Futureworld), regia di Richard T. Heffron (1976)
- It Lives Again, regia di Larry Cohen (1978)
- On the Nickel, regia di Ralph White (1980)
- L'ultimo viaggio dell'arca di Noè (The Last Flight of Noah's Ark), regia di Charles Jarrott (1980)
- Il postino suona sempre due volte (The Postman Always Rings Twice), regia di Bob Rafelson (1981)
- Sessanta minuti per Danny Masters (The Escape Artist), regia di Caleb Deschanel (1982)
- All'ultimo respiro (Breathless), regia di Jim McBride (1983)
- Uomini veri (The Right Stuff), regia di Philip Kaufman (1983)
- Cotton Club (The Cotton Club), regia di Francis Ford Coppola (1984)
- A 30 secondi dalla fine (Runaway Train), regia di Andrej Končalovskij (1985)
- I cacciatori della notte (Avenging Force), regia di Sam Firstenberg (1986)
- L'ora della rivincita (Three O'Clock High), regia di Phil Joanou (1987)
- Fatal Beauty, regia di Tom Holland (1987)
- Il giustiziere della notte 4 (Death Wish 4: The Crackdown), regia di J. Lee Thompson (1987)
- Poliziotto in affitto (Rent-a-Cop), regia di Jerry London (1987)
- City of Shadows, regia di David Mitchell (1987)
- Paramedici (Paramedics), regia di Stuart Margolin (1988)
- I migliori (Best of the Best), regia di Robert Radler (1989)
- Colombia Connection - Il massacro (Delta Force 2: The Colombian Connection), regia di Aaron Norris (1990)
- Classe 1999 (Class of 1999), regia di Mark L. Lester (1990)
- Eternity, regia di Steven Fox (1990)
- Final Stage, regia di Barry Primus (1990)
- White Sands - Tracce nella sabbia (White Sands), regia di Roger Donaldson (1992)
- Hoffa - Santo o mafioso? (Hoffa), regia di Danny DeVito (1992)
- Star Time, regia di Alexander Rossini (1992)
- Batman: La maschera del Fantasma (Batman: Mask of the Phantasm), regia di Bruce Timm e Eric Radomski (1993)
- Young Goodman Brown, regia di Peter George (1993)
- Storie di spie (Les Patriotes), regia di Éric Rochant (1994)
- I volti della vendetta (Bad Blood), regia di Tibor Takács (1994)
- Pecos Bill - Una leggenda per amico (Tall Tale: The Unbelievable Adventures of Pecos Bill), regia di Jeremiah S. Chechik (1995)
- Bound - Torbido inganno (Bound), regia di Andy e Larry Wachowski (1996)

### Televisione
- Hawk l'indiano (Hawk) – serie TV, episodio 1x09 (1966)
- Kojak – serie TV, episodio 1x10 (1974)
- Miami Vice – serie TV, episodio 5x13 (1989)

## Doppiatori italiani
Nelle versioni in lingua italiana delle opere in cui ha recitato, John P. Ryan è stato doppiato da:
- Sergio Rossi in Uomini veri, A 30 secondi dalla fine, Classe 1999
- Germano Longo in Cinque pezzi facili
- Renato Mori in Starsky & Hutch (ep. 3x03)
- Carlo Alighiero in Starsky & Hutch (ep. 4x15)
- Glauco Onorato in Missouri
- Sergio Graziani in Futureworld - 2000 anni nel futuro
- Gianni Marzocchi in L'ora della rivincita
- Mimmo Palmara ne Il giustiziere della notte 4
- Sergio Tedesco ne I migliori
- Luciano Melani in Colombia Connection - Il massacro
- Carlo Sabatini in Bound - Torbido inganno
- Pino Ammendola in Pecos Bill - Una leggenda per amico
- Bruno Slaviero in Classe 1999 (ridoppiaggio)

Da doppiatore è sostituito da:
- Giorgio Gusso in Batman - La maschera del Fantasma